# Xanthorhoe subseparata
Xanthorhoe subseparata là một loài bướm đêm trong họ Geometridae.